# Bulbophyllum trulliferum
Bulbophyllum trulliferum là một loài phong lan thuộc chi Bulbophyllum.